# Nico Di Angelo
Nico Di Angelo és un personatge secundari en la saga de Percy Jackson. Apareix per primera vegada en el tercer llibre com el fill del Déu Hades i de la mortal Maria Di Angelo, la qual cosa el converteix en un semideu. Juntament amb la seva germana gran, la Bianca, emigren en vaixell des d'Itàlia fins als Estats Units, on seran tancats en l'Hotel Lotus Casino durant setanta anys.
El Nico Di Angelo és un noi de catorze anys el qual no ha tingut res fàcil. És considerat el fill perfecte d'Hades, a causa del seu físic i la seva personalitat. Ell té els cabells i els ulls negres com el carbó. Té un to de pell claret, està prim i sempre vesteix amb roba fosca.
En Nico és una persona tímida, a qui no li agrada relacionar-se amb les altres persones a causa de circumstàncies personals. De totes maneres, ell no passa molt de temps envoltat de gent, ja que acostuma a aparèixer i desaparèixer cada dos per tres. Tot i les seves dificultats, a mesura que avancen els llibres, acaba tenint diversos amics, com el Percy o l'Annabeth.

## Llibres

### Percy Jackson i la Maledicció del Tità
Ens trobem al campament Mestís (campament de semideus) dels Estats Units, on apareix el personatge d'en Nico per primera vegada. Arriba nou al campament juntament amb la seva germana gran. L'Annabeth, la Thalia i el Percy van a ajudar el Grover (sàtir que aconsegueix als germans Di Angelo) perquè considera que són bastant poderosos. Durant el llibre, és la seva germana Bianca la que duu a terme la missió, però és en Nico qui li demana a en Percy que cuidi de la seva germana. El problema arriba quan la Bianca se sacrifica per l'equip i, per tant, mor durant la missió.
El Percy, qui no va poder fer res per salvar-la, li explica a en Nico i aquest s'enfada. Pren la decisió d'abandonar el campament, però, just abans de marxar, apareixen uns esquelets del no-res els quals comencen a atacar-los. Per tal de salvar el campament, en Nico fa un forat a terra per tal d'enviar-los a l'inframon. En aquell moment, el Percy, que era l'única persona que estava present, es dona conta que és fill d'Hades.

### Percy Jackson i la Batalla del Laberint
El Nico, després d'haver escapat del campament mestís, decideix viatjar a través de l'ombra. L'ombra és el mitjà de "transport" que li atorga els poders d'Hades, permetent que es tele-transporti a través de qualsevol ombra. Duu a terme aquest viatge per anar a buscar dues persones que hagin enganyat a la mort per tal de poder reviure a la seva germana Bianca. En Nico necessita aquestes dues persones a causa que Minos li explica que matant a dues persones que hagin enganyat a la mort es pot reviure a algú que ja hagi mort.
Durant la seva cerca, arriba al Laberint de Dèdal. Arriba a la Granja triple G, on intenta negociar amb Gerió (l'amo de la granja) sobre la vida que necessita. Es troba amb en Percy, l'Annabeth, el Grover i el Tyson i en el moment que veu el Percy el comença a acusar de la mort de la seva germana. Quan sembla que la situació es tranquil·litza, Gerió els captura amb la intenció d'entregar-los a Cronos. Abans que això succeeixi, el Percy aconsegueix salvar-los per molt que el Nico es negui rotundament de ser salvat per ell.
Més tard en el llibre, invoquen a la Bianca qui fa entendre al Nico que el Percy no te la culpa de la seva mort. Li explica que ella es va sacrificar per l'equip, perquè, si no, no era possible acabar la missió.
El Nico decideix quedar-se a la granja i que els seus companys se'n vagin sense ell.
Minos li diu que seria millor que segueixi als seus companys pel laberint per si de cas tinguessin problemes. Els seus companys són capturats per l'exèrcit del tità mentre en Nico s'ho mira des de lluny.
Més tard, s'enfronten contra l'exèrcit de Cronos en el taller del Dèdal. És allà quan el Nico descobreix que Minos treballa per Cronos, així que decideix enviar-lo a l'inframon a través d'un forat que genera a sota dels seus peus amb l'objectiu que Minos no pugui sortir mai més d'allà.
Ja cap al final del llibre, el Nico torna al campament per tal de finalitzar la batalla que s'havia iniciat en el taller. El Nico invoca un exèrcit de zombis per tal de combatre contra l'exèrcit de Cronos, d'on en surten victoriosos. Al final del llibre el Nico proposa un pla als seus companys per tal de guanyar definitivament contra Cronos.

### Percy Jackson i l'últim heroi de l'Olimp
El Nico porta al Percy a l'inframon, per tal d'ensenyar-li la solució que ha trobat per tal de guanyar a Cronos. En Nico menteix a Percy, ja que en realitat no li vol ensenyar la solució i només utilitza aquesta excusa per poder portar-lo davant d'Hades. Això ho fa perquè Hades li promet presentar-li la seva mare (de qui no se'n recorda) a canvi d'entregar-li en Percy. En realitat, Nico també és enganyat pel seu pare, ja que el que ell vol és empresonar a Percy i no té intencions de presentar-li ningú.
Per tal d'escapar-se, Nico li diu a Percy que es tiri al riu Estigi, ja que la seva aigua és capaç de concedir-li el poder d'Aquiles. Hades envia un exèrcit, però ja és massa tard, ja que el Percy ara és molt més fort i guanya a Hades i a tot el seu exèrcit.
El Percy se'n va a lluitar contra Cronos, però sense la companyia del Nico, qui es queda a parlar amb el seu pare per tal d'intentar que lluiti amb ell a la guerra. Serà gràcies al Nico i a Hades que es guanyi la guerra i d'aquesta manera, el Percy aconsegueix entrar en el Mont Olimp. Tant Nico com Hades són reconeguts pels déus per tota l'ajuda que han proporcionat.

### El Fill de Neptú
El Nico està parlant amb la Hazel i els dos són vistos pel Percy. El Percy ha perdut la memòria a causa que Era té un pla per tal que puguin vèncer a Gea. Això port al Nico a dir-li al Percy que no el coneix ja que creu que el Percy ha de descobrir per ell mateix el seu propi passat.
Quan la Hazel, el Percy i el Frank s'enfronten a Tànatos, la Hazel li pregunta si sap on es troba el Nico en aquell moment i ell respon que el trobarà a Roma.

### La Marca d'Atena
El Percy veu el Nico atrapat dins d'una ampolla de vidre gegant en un dels seus somnis. Veu que el Nico té tres línies marcades, les quals comptabilitzen els dies que porta tancat allà. El Percy, el Jason i la Piper, decideixen anar a salvar-lo, tot i saber que és una trampa dissenyada per Gea amb l'objectiu d'atrapar-los.
Mentre que Percy i Jason lluiten contra els gegants bessons Oto i Efialtes, la Piper treu el Nico de l'ampolla curosament, ja que ell estava molt debilitat. Quan torna a la nau, els i explica el que ha descobert sobre les portes de la mort, les quals permeten la sortida dels monstres que ja han matat. Descobreix que les portes tenen dues bandes, la del món real (la qual està a Grècia i més concretament a la casa d'Hades) i la que està al tàrtar (l'última capa de la divisió terrestre segons els grecs). De totes maneres, descobreix que per tancar les portes, les has de controlar per les dues bandes. El problema més gran apareix quan el Nico s'adona que la porta del tàrtar està controlada per Gea.
Per mala sort, durant la missió de l'Annabeth aparèix un altre problema. El Percy i ella cauen en el tàrtar. Just abans de caure, el Percy fa prometre al Nico que portarà els altres a la casa d'Hades. En l'última reunió d'aquest llibre, el Nico diu que els dos estan vius i que probablement sobreviuran, ja que el Percy és el semideu més poderós que ha conegut mai.

### La Casa d'Hades
El Nico i el Jason decideixen anar a buscar aconseguir el ceptre de Dioclecià. Allà es troben a Cupido, el déu de l'amor. Cupido fa confessar al Nico la persona de la qual està enamorada i Nico accepta que porta enamorat del Percy des que el va conèixer. Després d'aquest acte de sinceritat, Cupido decideix donar-li el ceptre al Nico. A la sortida, el Jason li diu al Nico que aquest ha sigut l'acció més valenta que ha vist en un semideu.
Més tard, el Nico lidera el grup que va a la casa d'Hades per tal de tancar la porta de la mort que es troba en el món mortal. El Frank i el Nico invoquen un exèrcit de morts per tal de guanyar contra els monstres. Es troben amb el Percy i l'Annabeth lluiten contra l'exèrcit de Gea amb ells. Quan guanyen, el Nico els tele-transporta per les ombres per tal d'arribar a un lloc més segur.
Allà decideixen que tele-transportaran l'estàtua d'Atenea Pàrtenos (l'estàtua que va aconseguir l'Annabeth en el llibre anterior) fins al campament Mestís per evitar una guerra entre Grecs i Romans.

### La Sang de l'Olimp
Mentre els 7 semideus lluiten contra Gea, el Nico porta l'estàtua d'Atenea Pàrtenos al Campament Mestís. En arribar al campament, el Nico es disposa a ajudar a diversos campistes grecs que estan en problemes. Quan els dos exèrcits estan a punt de començar a batallar, la Reyna ensenya l'Atenea Pàrtenos, posant, així, fi a la guerra. Gea s'aconsegueix aixecar i tornen a disputar una batalla contra ella. Al final de tot, el Nico revela que ell havia estat enamorat del Percy, però que ja havia passat pàgina.

### Les Proves d'Apol·lo i l'Oracle Perdut
El Will, un dels campistes que havia ajudat en el llibre anterior, porta a Apol·lo (el seu pare) a la casa gran del campament. Allà es troben el Nico, a qui presenta com el seu xicot davant del seu pare. Quan el campament és atacat per Neró, el Nico, el Will i tres dels seus germans, van ser els encarregats de distreure a Neró. Nico els tele-transporta i, a conseqüència del gran esforç que requereix el transport, el Nico es desmaia i és portat pel Will a la infermeria.

## Família

### Bianca
Ella era la germana gran del Nico. Pel fet que havien passat moltes aventures junts, el Nico se l'estima molt.
A part, com que la seva mare va morir per culpa de Zeus, van créixer sols i era la seva germana la que el cuidava.

### Hades
Hades és el pare del Nico, encara que en un inici no tinguin molt bona relació. A Hades li agrada més la Bianca, ja que li recorda a la seva mare. Hades s'adona del potencial del seu fill en la baralla de Manhattan. En un punt de la història, Hades s'adona que la família ha d'estar unida i ha d'ajudar els seus germans (Zeus, Poseidon, Era, Hestia i Demèter), li agafa confiança al Nico i li explica diverses coses importants amb la condició que no les expliqui.

### Maria Di Angelo
Maria és la seva mare. Maria va morir de jove per culpa de Zeus, als Estats Units, quan el Nico tenia 6 anys.

### Hazel Levesque
La Hazel és la germanastra del Nico, ja que ella és filla de Plutó (Hades en Romà). El Nico se sent culpable de la mort de la seva germana i, per tant, cuida a la Hazel de la manera que li agradaria haver cuidat a la Bianca.

## Relacions amoroses

### Percy Jackson
En Percy és el primer amor del Nico, ja que el va salvar d'un monstre que el volia matar. El Nico admet que sempre va estar enamorat del Percy en secret, per això actua d'una forma tan estranya quan està amb ell. No és fins que està davant de Cupido quan confessa, davant del Jason, que a ell li agrada el Percy des que el va conèixer. Ja cap al final de la història, el Nico diu que ja no li agrada el Percy, sinó que està enamorat d'un noi anomenat Will Solace.

### Will Solace
En el llibre de "l'Oracle Perdut", el Nico declara el seu amor pel Will. Després d'això, el Nico i el Will inicien una relació amorosa. El Nico està totalment entregat en la relació, intenta ajudar i donar suport al Will amb tot el que pot. Habitualment se'ls veu junts fent bromes, rient i agafats de la mà.

## Habilitats

### Habilitats dels Semideus

#### TDAH
Com tots els semideus, el Nico té TDAH. Això li proporciona reflexos i més capacitat d'analitzar l'estil de lluita del seu oponent a l'hora d'enfrontar una baralla.

#### Dislèxia
La ment del Nico està preparada per llegir grec antic. Aquesta preparació de la ment produeix dificultats en la lectura d'altres llengües i això s'anomena dislèxia.

#### Resistència
Aquesta habilitat proporciona al Nico una gran resistència envers grans quantitats de dolor, sigui mental o sigui físic.

#### Voluntat pròpia
El Nico té una gran voluntat de poder, així ho demostra creuant el tàrtar ell sol sense perdre el seny.

### Habilitats d'Hades

#### Geoquinesi
Ell té el poder de controlar la terra, levitar roques i crear forat fins a l'inframon. Tot i això, també pot fer tremolar la terra brutalment o pot controlar les parets negres de l'inframón.

#### Nigromància
El Nico, en ser fill d'Hades, té el poder de controlar els morts. El Nico és capaç d'invocar-los, creant un gran exèrcit, traient les animes a aquelles persones que havien esquivat la mort. També pot reanimar les ànimes dels morts o convertir a un mortal/semideu en fantasma, fent que es passi tota la seva vida a l'inframon.

#### Ostoquinesi
Pot invocar ossos i fer-los levitar.

#### Umbraquinesi
Té el poder de controlar les ombres, ja que és capaç d'amagar-se en elles.

#### Viatge per les ombres
Ell pot viatjar per les ombres, utilitzant-les com a mitjà de transport. La primera vegada que ho va fer es va desmallar durant una setmana, però, a poc a poc, ho va anar dominant més.

#### Crioquinesi
El Nico, quan s'enfada, pot arribar a generar una aura que fa baixar la temperatura i pot arribar a congelar el terra.

#### Hipnoquinesi
El Nico pot viatjar pels somnis, igual que la resta de semideus. Però, com que ell és fill d'Hades i els somnis i la mort són vells amics, la seva capacitat està més desenvolupada que la de la resta.